# Glenmont (Maryland)
Glenmont – jednostka osadnicza w Stanach Zjednoczonych, w stanie Maryland, w hrabstwie Montgomery.